# Гімназія Жекуліної
Гімназія Жекуліної, Київська жіноча гімназія Аделаїди Жекуліної — приватна жіноча гімназія, середній загальноосвітній заклад, заснований 1905 року в Києві.

## Історія
Аделаїда Володимирівна Жекуліна, яка вже мала чималий педагогічний досвід, після переїзду з родиною до Києва в 1899 році вирішила створити в Києві новий навчальний заклад. 1902 року вона одержала офіційний дозвіл на заснування чоловічої чотирикласної школи 2-го розряду, з підготовчим класом. За рік поряд з чоловічою школою було створено жіночу школу й дитячий садочок.
Жекуліна спиралася на передові методи навчання, які багато в чому перегукувалися з принципами Володимира Науменка. Кількість учнів у класах була невелика. Основне навантаження діти мали під час аудиторних занять, натомість домашні завдання були мінімальними. У підготовчому та молодшому класах Жекуліна організувала спільне навчання хлопчиків і дівчаток, оскільки на цьому етапі навчальні програми не мали суттєвих відмінностей.
Заклад Жекуліної розташовувався по вулиці Інститутській № 16 в будинку Льва Гінзбурга, згодом знесеному через будівництво Хмарочоса Гінзбурга, який до сьогодні не зберігся.
1905 року було відкрито приватну чоловічу гімназію Науменка, тож Жекуліна вирішила змінити свій заклад. Чоловічу школу було закрито, а жіночу перетворено на повноцінну гімназію. Приміщення для гімназії наймалося по вулиці Караваєвській (сьогодні — вул. Гетьмана Павла Скоропадського) № 11. У грудні 1905 року Жекуліна добилася для своєї гімнахії особливого привілею, вона одержала право викладати за програмою чоловічих гімназій. Для вступу в університет на низку спеціальностей потрібно було пройти курс латини, тоді як звичайні жіночі гімназії такого курсу не пропонували. Жекуліна також одержала право для своїх випускниць поступати без іспитів до Жіночого медичного інституту та інших подібних закладів. Окрім того при гімназії було засновано Вищі вечірні жіночі курси, які давали дівчатам можливість здобути вищу освіту.
Таким чином гімназія Жекуліної разом з іншими її освітніми установами пропонували якісну освіту від дитячого садка до вищої школи. Тож кількість учениць досить швидко зростала. 1906 року гімназія переїхала у приміщення за адресою вулиця Ярославів Вал, 36. Саме в цьому будинку 1918 року було засновано Українську академію наук.
Через якийсь час приміщення на Ярославовому валу стало також затісним, тож Жекуліна придбала в кредит велику ділянку на вулиці Львівській (сьогодні — вул. Січових Стрільців). В глибині садиби в 1911—1912 роках було побудовано чималий триповерховий будинок для гімназії та дитячого садка. Саме в цьому приміщенні гімназія Жекуліної діяла до 1919 року. За більшовицької влади гімназію перетворили на трудову школу № 64. А з 1950-х років у приміщенні гімназії знаходиться київська школа № 138.

## Викладачі
- Архимович Зиновій Алоїзович — голова педагогічної ради (з 1905).
- Стороженко Микола Володимирович — голова педагогічної ради (1907—1908).
- Поспішил Олексій Йосипович — латинська мова, голова педагогічної ради (з 1909).
- Жекуліна Аделаїда Володимирівна — французька мова.
- Штейнберг Ольга (Орлова) — російська мова, історія.
- Селіханович Олександр Броніславович — філософська пропедевтика
- Гіляров Сергій Олексійович — філософська пропедевтика (з 1912)

## Відомі учениці
- Осадча-Яната Наталія Тихонівна — українська дослідниця в галузі ботаніки та фольклористики (випуск 1908)
- Лідія Тартаковська — українська дослідниця етнографії (випуск 1915)
- Хазіна Надія Яківна — російська письменниця-мемуарист, дружина Осипа Мандельштама (випуск 1917)